# 왕립학회 회원 전기 회고록
《왕립학회 회원 전기 회고록》(Biographical Memoirs of Fellows of the Royal Society)은 영국의 왕립학회에 의하여 매년 발행되는 과학사 학술지로 왕립학회 회원의 부고 기사를 출판한다. 이 저널은 1932년 《왕립학회 회원 부고 기사》(Obituary Notices of Fellows of the Royal Society)로 설립되어 1955년 현재의 제호로 변경되었는데 저널의 권 번호는 제1호부터 다시 시작되었다. 1932년 이전에는《왕립학회보》(Proceedings of the Royal Society)에 회원의 부고 기사가 게재되었다.
이 회고록은 회원에 대한 중요한 역사적 기록으로 저자의 업적에 대하여 최대한 서지 전체가 포함되어 있다. 이 회고록은 종종 다음 세대의 과학자, 또는 해당 대상의 이전 학생 중 한 명 또는 가까운 동료에 의하여 종종 작성되는데, 많은 경우에 이 저자도 왕립학회 회원이다. 이 저널에 출판된 주목할만한 전기로는 알베르트 아인슈타인, 앨런 튜링, 버트런드 러셀, 클로드 섀넌, 클레멘트 애틀리, 에른스트 마이어, 및 에르빈 슈뢰딩거 등의 전기가 있다.
현재는, 2016년 트레버 스튜어트(Trevor Stuart)의 뒤를 이어 편집장이 된 말콤 롱에어 (Malcoom Longair)에 의해 왕립학회 회원 회고록 약 40~50편이 매년 수집되고 있는데, 모든 기사는 자유롭게 열람할 수 있다.